# Wyższa Szkoła Kształcenia Zawodowego we Wrocławiu
Wyższa Szkoła Kształcenia Zawodowego (WSKZ) – szkoła wyższa z siedzibą we Wrocławiu, utworzona w roku 2001. Uczelnia oferuje naukę na studiach licencjackich, inżynierskich, jednolitych magisterskich oraz magisterskich, a także podyplomowych i MBA za pomocą metod i technik kształcenia na odległość.

## Historia
Uczelnia swoją działalność rozpoczęła w roku 2001, gdy 2 maja – decyzją Ministra Edukacji Narodowej – uruchomiła swój pierwszy kierunek (Decyzja nr: DSW-3-0145-378/Eko/2001).

### Kalendarium
- 2001 – założenie Uczelni (Decyzja Ministra Edukacji Narodowej z dnia 2 maja 2001 r. nr: DSW-3-0145-378/Eko/2001). Uczelnia zostaje wpisana do rejestru uczelni niepublicznych[3].
- 2003 – zatwierdzenie Statutu Uczelni – Decyzja Ministra Edukacji Narodowej i Sportu z dnia 19 lutego 2003 r. (DSW-3-4011-53ITT/03).
- 2012 – otrzymanie decyzji Ministra Nauki i Szkolnictwa Wyższego o bezterminowym pozwoleniu na prowadzenie uczelni wyższej (MNiSW-DNS-WUN-6014-22775-1/AW/12 z dnia 30 marca 2012 r.).
- 2014 – uzyskanie pozytywnej opinii Polskiej Komisji Akredytacyjnej (Uchwała nr 495/2014 z dnia 10 lipca 2014 r.).
- 2019 – otrzymanie certyfikatu ISO 9001:2015[4] (Nr 2659/04/2019/J/C z dnia 12 kwietnia 2019 r.).
- 2022 – intensywny rozwój kadry dydaktycznej – liczba pracowników naukowych WSKZ przekroczyła 400 osób.
- 2022 – otrzymanie pozytywnej oceny od Polskiej Komisji Akredytacyjnej (Uchwała nr 396/2022 z dnia 9 czerwca 2022 r.).
- 2024 – intensywny rozwój kadry dydaktycznej – liczba pracowników naukowych WSKZ przekroczyła 1000 osób.

### Nagrody i wyróżnienia
- w lipcu 2022 r. Wyższa Szkoła Kształcenia Zawodowego zajęła 1. miejsce na Dolnym Śląsku w rankingu uczelni wyższych, prowadzonym przez portal Opinie o Uczelniach[5].
- w lutym 2023 r. Wyższa Szkoła Kształcenia Zawodowego została doceniona za organizację i realizację pomocy na rzecz Ukrainy oraz jej Obywateli przez Prezydenta Wrocławia Jacka Sutryka, oraz przez Konsula Generalnego Ukrainy we Wrocławiu – Yurii Tokar[6].

## Studia i kierunki kształcenia w WSKZ

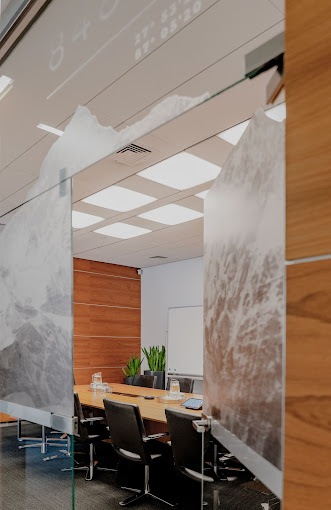
Jedna z sal dydaktycznych w głównej siedzibie Uczelni

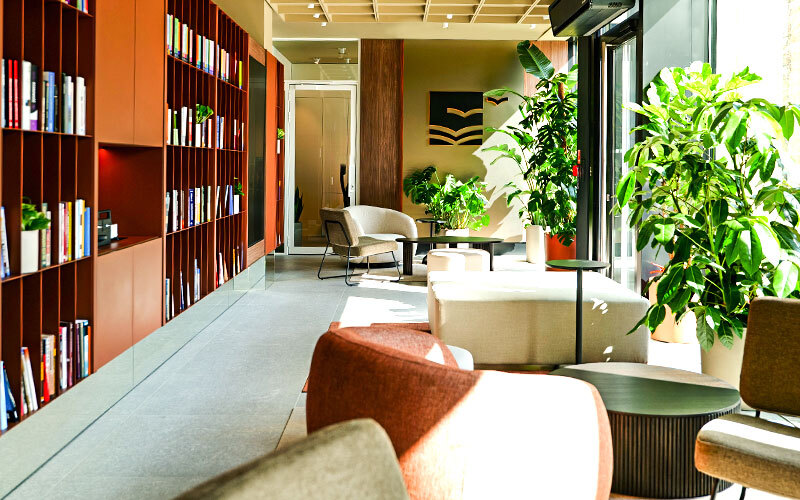
Biblioteka uczelniana WSKZ

Wyższa Szkoła Kształcenia Zawodowego prowadzi studia I i II stopnia oraz studia podyplomowe. W procesie nauki WSKZ wykorzystuje formę kształcenia online.

### Studia licencjackie – I stopnia
- Administracja[7]
- Bezpieczeństwo wewnętrzne[7]
- Cyberbezpieczeństwo[7]
- Kryminologia[7]
- Logistyka[7]
- Pedagogika[7]
- Prawo w biznesie[7]
- Psychologia[7]
- Zarządzanie[7]

### Studia magisterskie – II stopnia
- Administracja[8]
- Bezpieczeństwo wewnętrzne[8]
- Kryminologia[8]

### Jednolite studia magisterskie
- Prawo[9]

### Studia podyplomowe
WSKZ oferuje również studia podyplomowe w takich obszarach, jak:
- Pedagogika
- Psychologia
- Prawo
- Dietetyka
- Sport
- Finanse i Rachunkowość
- Bezpieczeństwo
- Zdrowie i kosmetologia
- IT
- Zarządzanie
- Marketing
- Biznes
- Nieruchomości

### Studia MBA
- Master of Business Administration (MBA)[11]
- Executive MBA[11]
- MBA w ochronie zdrowia[11]
- MBA Zarządzanie[11]
- MBA dla inżynierów[11]
- MBA dla prawników[11]
- MBA IT[11]
- MBA Energetyka[11]
- International MBA[11]
- MBA nowoczesna logistyka i zarządzanie łańcuchem dostaw[11]
- MBA dla kadry medycznej[11]
- MBA Finanse[11]
- MBA HR[11]
- DBA[11]

## Pracownicy i studenci
W kadencji 2024–2028 funkcję rektora pełni dr Henryk Fedewicz.

## Kampusy i budynki uczelniane

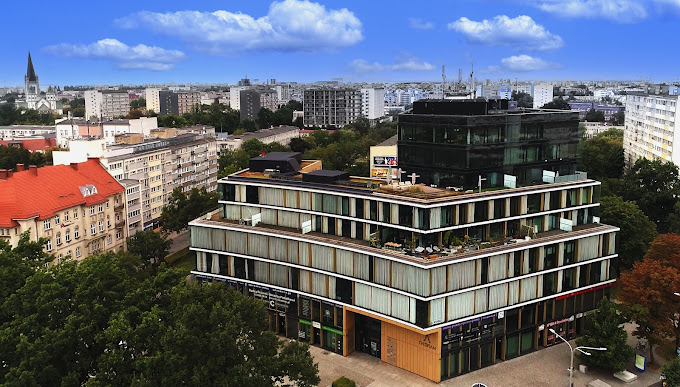
Główna siedziba Wyższej Szkoły Kształcenia Zawodowego we Wrocławiu

### Główna siedziba Uczelni
Wyższa Szkoła Kształcenia Zawodowego mieści się w centrum Wrocławia, przy pl. Powstańców Śląskich 1 (budynek Thespian).

### Biblioteka
W budynku Uczelni znajduje się biblioteka uczelniana, gdzie gromadzone są zbiory w oparciu o wskazaną w sylabusach literaturę podstawową i uzupełniającą oraz publikacje i czasopisma naukowe. Na miejscu znajduje się czytelnia z pracownią komputerową, istnieje też możliwość skanowania i kserowania wybranych publikacji.
Uczelnia ma również podpisaną umowę na świadczenie usług biblioteczno-czytelniczych z Dolnośląską Biblioteką Publiczną im. Tadeusza Mikulskiego.